# La inspiración. El gran Pirandello
La inspiración. El gran Pirandello es una película italiana de 2022 dirigida por Roberto Andò y protagonizada por Toni Servillo y Ficarra y Picone.
Ambientada en los años 1920, esta película de época es una comedia con personajes irónicos, en la que el protagonista, Luigi Pirandello se encuentra un día con una pareja de actores aficionados que se dedican a la producción de un espectáculo.

## Trama
En 1920 Luigi Pirandello regresa a Sicilia con motivo del cumpleaños de su amigo Giovanni Verga; habiendo llegado a su Agrigento natal, descubre que su anciana enfermera Maria Stella acaba de morir. El autor decide organizarle un rico funeral, para lo cual contrata a Sebastiano ("Bastiano") Vella y Onofrio ("Nofrio") Principato, dos incomprendidos sepultureros. Sin reconocerlo, los dos le revelan que se han embarcado en la tarea de montar un espectáculo de teatro amateur con una destartalada compañía de pueblo.Pirandello, por su parte, está atormentado por los "fantasmas" de los personajes que le gustaría utilizar en un nuevo espectáculo, en el que no puede trabajar debido a una fuerte crisis de creatividad, principalmente por la locura de su mujer. Los dos funerarios, por otro lado, están lidiando con sus respectivas situaciones familiares: Nofrio vive en un matrimonio infeliz con la hija de su patrón, de quien ha heredado la funeraria; Bastiano, soltero, tiene la obsesión de mantener a su hermana Santina alejada de los hombres y encuentra consuelo en las prostitutas del burdel local.A todo ello se suman los tratos de un empleado municipal (que acabará retrasando considerablemente el funeral de María Stella) y la incompetencia de los improvisados actores de la empresa. A medida que avanza la puesta en escena del drama, Pirandello se interesa cada vez más por las extrañas aventuras de los dos sepultureros, que le dan una nueva inspiración.
Después de muchas vicisitudes, el espectáculo de la "Compañía Filodramática Siciliana Principato e Vella" finalmente se presenta en el Teatro di Santa Lucia, pero también el estreno, al que Pirandello asiste en secreto, se ve empañado por una serie de eventos: en primer lugar, el empleado municipal cree reconocerse en el protagonista del drama e interrumpe la representación por primera vez para protestar (terminando por cierto demostrando sus fechorías). Más tarde, Fofò, uno de los actores enamorado en secreto de Santina, descubre que la mujer es la amante de Nofrio y que los dos planean fugarse juntos; Fofò envía pruebas de este plan a Bastiano, quien se enfurece y se enfrenta a Onofrio en escena abierta. Pirandello nota cómo el público reacciona positivamente a esta fusión de realidad y teatro y es asaltado por una súbita inspiración: abandona así el espectáculo antes de poder ver la conclusión del asunto.
Seis meses después, Bastiano y Nofrio (quien vive con Santina en Catania) reciben una invitación de Pirandello al Teatro Valle, para asistir al estreno de su nuevo espectáculo Seis personajes en busca de autor; los dos, que no se habían visto desde la noche del estreno, se encuentran en el tren que los llevará a Roma y pueden hacer las paces.
El espectáculo se representó en mayo de 1921 e inmediatamente quedó claro que Pirandello se había inspirado en los hechos de unos meses antes para crear un drama innovador en el que la relación entre el público, la trama y los actores se redujo al máximo. Sin embargo, el público resiente estas noticias y recibe comentarios mixtos.Al final de la función, estalla una enérgica protesta contra el autor, culpable, según muchos de los presentes, de haberlos engañado con una loca payasada. Pirandello, junto con su hija, se ve obligado a huir, pero antes de salir del teatro le pregunta al ayudante de escena si se han retirado las entradas a nombre de Onofrio Principato y Sebastiano Vella. El hombre responde que nunca ha recibido instrucciones de invitar a nadie que corresponda a esos nombres, dejando al gran autor con las dudas. Nofrio y Bastiano, que se habían escondido debido a la multitud, se encuentran encerrados en el teatro romano vacío y oscuro, donde por fin pueden calmarse porque "lo que se podía haber hecho, se ha hecho".
En 1923 Seis personajes en busca de autor se convertirá en uno de los mayores éxitos de Pirandello y lo llevará a recibir el Premio Nobel en 1934. De los dos empresarios de pompas fúnebres dramáticos aficionados no hay rastro en los anales y el espectador solo puede preguntarse si ellos también no son fruto de la mente de Pirandello.

## Promoción
El primer tráiler de la película se estrenó el 26 de septiembre de 2022.

## Producción
El rodaje de la película tuvo lugar principalmente en Sicilia en las ciudades de Palermo, Catania, Trapani y Erice del 7 de febrero al 25 de marzo de 2022.

## Distribución
La película se presentó fuera de competición en la categoría Gran Público el 20 de octubre de 2022 en el Rome Film Fest 2022 para luego ser distribuida en cines por Medusa Film a partir del 27 de octubre de 2022 y en el mercado de streaming a partir del 9 de febrero de 2023.

### Recaudación
Durante la primera semana de proyecciones, la película recaudó 1.106.300 €, lo que la convierte en la mejor ópera prima italiana del año. A mediados de noviembre superó los 4 millones de euros, convirtiéndose en la película italiana más exitosa de 2022. Su recorrido cinematográfico termina con una recaudación superior a los 5 millones y 500 mil euros en esa fecha.

### Acogida
La película fue muy bien recibida en los sitios de revisión de películas, con un promedio de 4/5 en Coming Soon, 3.9/5 en MyMovies y 3.5/5 en Sentieri Selvaggi. Entre los expertos en literatura, el primero en intervenir, fue Stefano Jossa en Doppiozero, que mencionó un regreso al método humorístico de Pirandello en la película.

## Reconocimientos
- 2022 - Ciak d'oro[9][10]
  - nominación a mejor película